# Middelkerke
Middelkerke este o comună neerlandofonă situată în provincia Flandra de Vest, regiunea Flandra din Belgia. La 1 ianuarie 2008 avea o populație totală de 18.378 locuitori. 

## Geografie
Comuna actuală Middelkerke a fost formată în urma unei reorganizări teritoriale în anul 1977, prin înglobarea într-o singură entitate a 9 comune învecinate. Suprafața totală a comunei este de 75,65 km². Comuna este subdivizată în secțiuni, ce corespund aproximativ cu fostele comune de dinainte de 1977. Acestea sunt:
| - I. Middelkerke - II. Westende - III. Lombardsijde - IV. Wilskerke - V. Leffinge - VI. Slijpe - VII. Mannekensvere - VIII. Schore - IX. Sint-Pieters-Kapelle |

Localitățile limitrofe sunt:
| - Comuna Oostende: - a. Oostende - b. Stene-Dorp - Comuna Gistel: - c. Snaaskerke - d. Zevekote - Comuna Koekelare: - e. Zande | - Comuna Diksmuide: - f. Leke - g. Keiem - h. Stuivekenskerke - i. Pervijze - Comuna Nieuwpoort: - j. Ramskapelle - k. Sint-Joris - l. Nieuwpoort |

## Localități înfrățite
- Franța: Épernay;
- Germania: Ettlingen;
- Germania: Rauschenberg;
- Germania: Sohren;
- Germania: Büchenbeuren;
- Regatul Unit: Clevedon;
- Belgia: Vresse-sur-Semois.